# غير مقاتل
غير مقاتل (بالإنجليزية: Non-combatant) هو مصطلح يختلف عن مسمى الشخص المدني في كونه أشمل وأعم حيث يمكن تعريفه بأنه مصطلح قانوني يطلق على الأشخاص الذين لا يشاركون في الأعمال العدائية بشكل مباشر أو غير مباشر بأي شكل من الأشكال، أو الأشخاص الذين يعملون في القوات المسلحة ولكن مهامهم تكون غير قتالية، بما في ذلك الصحفيين العساكر
حيث يحظر على أطراف النزاع التعرض لهم أو ايذائهم بأي صورة كانت على اعتبار أنهم لا يشتركون في الأعمال العدائية ولا يشكلون أي نوع من أنواع المخاطر على أطراف النزاع وقد ضمن القانون الدولي الانساني وقانون الحرب الحماية القانونية للأشخاص الغير مقاتلين بكافة أنواعهم.

## متى يعتبر الشخص غير مقاتل
يعتبر الشخص غير مقاتل طالما أنه لم يقم بالمشاركة في الأعمال العدائية، والأشخاص الغير مقاتلين هم:
1. الأشخاص المدنيين: وهم الأشخاص الذين لا ينتمون إلى الجانب العسكري ولا يقومون بأي عمل من الأعمال العسكرية، بما في ذلك أفراد الخدمات الإنسانية ورجال الدين.
2. العساكر الذين ألقوا السلاح: وهم الأشخاص الذين يقومون بإلقاء السلاح واعتزال القتال لأي سبب من الأسباب، بالإضافة إلى الابتعاد عن الأعمال العدائية بشكل تام.
3. الأشخاص الذين يعملون في القوات المسلحة ولكن وظيفتهم لا تشتمل على القتال والأعمال العدائية مثل الصحافة والمسعفين العساكر.

## الحماية القانونية للشخص غير المقاتل
- نص القانون الدولي الإنساني بشكل واضح على الحماية القانونية للأشخاص الغير مقاتلين، وقد نصت الفقرة أ من المادة الثالثة المشتركة من اتفاقيات جنيف الأربعة على الآتي «الأشخاص الذين لا يشتركون مباشرة في الأعمال العدائية، بمن فيهم أفراد القوات المسلحة الذين ألقوا عنهم أسلحتهم، والأشخاص العاجزون عن القتال بسبب المرض أو الجرح أو الاحتجاز أو لأي سبب آخر، يعاملون في جميع الأحوال معاملة إنسانية، دون أي تمييز ضار يقوم على العنصر أو اللون، أو الدين أو المعتقد، أو الجنس، أو المولد أو الثروة أو أي معيار مماثل آخر».[2]
- وأكدت المــادة (27) من اتفاقية جنيف الرابعة على الحماية القانونية للمدنيين والأشخاص غير المقاتلين حيث نصت على الآتي «للأشخاص المحميين في جميع الأحوال حق الاحترام لأشخاصهم وشرفهم وحقوقهم العائلية وعقائدهم الدينية وعاداتهم وتقاليدهم. ويجب معاملتهم في جميع الأوقات معاملة إنسانية، وحمايتهم بشكل خاص ضد جميع أعمال العنف أو التهديد، وضد السباب وفضول الجماهير».[3]
- وقد ضمنت المادة 48 من البروتوكول الإضافي الأول لاتفاقيات جنيف الحماية بشكل خاص للمدنيين حيث نصت على ما يلي «تعمل أطراف النزاع على التمييز بين السكان المدنيين والمقاتلين وبين الأعيان المدنية والأهداف العسكرية، ومن ثم توجه عملياتها ضد الأهداف العسكرية دون غيرها، وذلك من أجل تأمين احترام وحماية السكان المدنيين والأعيان المدنية».[4]

## حالة وقوع الشخص غير المقاتل في يدالعدو
- في حال تم الإمساك بالأشخاص غير المقاتلين فانه يتم معاملتهم على أنهم أسرى حرب ويتمتعون بنفس الحقوق والامتيازات التي نصت عليها اتفاقية جنيف الثالثة التي ضمنت حقوق أسرى الحرب وتكفلت بحمايتهم ويحق للمحتجزين مراجعة قضائية لقانونية احتجازهم، وجميع حقوق المحاكمة العادلة.
- ونصت الفقرة الرابعة من المادة الرابعة من اتفاقية جنيف الثالثة بأنه يعتبر من أسرى الحرب كل من «الأشخاص الذين يرافقون القوات المسلحة دون أن يكونوا في الواقع جزءا منها، كالأشخاص المدنيين الموجودين ضمن أطقم الطائرات الحربية، والمراسلين الحربيين، ومتعهدي التموين، وأفراد وحدات العمال أو الخدمات المختصة بالترفيه عن العسكريين، شريطة أن يكون لديهم تصريح من القوات المسلحة التي يرافقونها».[5]
- وتحث المادة الثالثة المشتركة من اتفاقيات جنيف على معاملة إنسانية لجميع الأشخاص المعتقلين عند العدو وعدم التمييز ضدهم أو تعريضهم لأي أذى كان، وتحرم على وجه التحديد القتل، والتشويه، والتعذيب، والمعاملة القاسية، واللاإنسانية، والمهينة، واحتجاز الرهائن، والمحاكمة غير العادلة.